# Балтабай (Алматинская область)
Балтабай (каз. Балтабай) — село в Енбекшиказахском районе Алматинской области Казахстана. Административный центр Балтабайского сельского округа. Код КАТО — 194039100.
Расположен в 30 км к северу от районного центра, города Есик. Фермерские и кооперативные предприятия выращивают в основном табак. Через Балтабай проходит автомагистраль Алматы — Нарынкол.

## История
Село основано в 1882 году. До 1938 года носило название Купластовка.

## Население
В 1999 году население села составляло 2613 человек (1216 мужчин и 1397 женщин). По данным переписи 2009 года в селе проживало 3049 человек (1464 мужчины и 1585 женщин).